# Pseudopaludicola mirandae
Pseudopaludicola mirandae é uma espécie de anfíbio  da família Leptodactylidae.
Pode ser encontrada nos seguintes países: Argentina e possivelmente no Paraguai.
Os seus habitats naturais são: marismas de água doce e marismas intermitentes de água doce.